# Lauf an der Pegnitz
Lauf an der Pegnitz é uma cidade da Alemanha, capital do distrito de Nürnberger Land, na região administrativa da Média Francónia, estado de Baviera.